# Медаль Дэниела Гуггенхайма
Медаль Дэниела Гуггенхайма (англ. Daniel Guggenheim Medal) — международная награда в инженерном деле, учреждённая Дэниелом и Гарри Гуггенхаймами в 1928 году (согласно иным сведениям, в 1927 году). Присуждается за значительные достижения в развитии аэронавтики (воздухоплавания и авиации). К медали прилагается сертификат, в котором указывается происхождение медали и конкретное достижение, за которое вручается награда.

## История
В 20-х гг. XX века магнат и филантроп Даниэль Гуггенхайм, заинтересованный своим сыном Гарри, военно-морским лётчиком в годы Первой мировой войны, выделил 3 000 000 долларов на развитие авиации через Фонд Дэниела Гуггенхайма по содействию воздухоплаванию. После переговоров с этой организацией, по разрешению и по объединению, инженеры приняли имя: Фонд медали Дэниела Гуггенхайма (The Daniel Guggenheim Medal Fund, Inc.).
Новый фонд был зарегистрирован в штате Нью-Йорк в октябре 1927 года. В феврале 1928 года было проведено первое организационное собрание. Первым президентом фонда избрали Элмера А. Сперри.
В марте 1928 года Гарри Гуггенхайм, президент Фонда, вручил Фонду медали Дэниела Гуггенхайма 15 000 долларов, «доход от которых будет использоваться для присуждения время от времени медалей, называемых „медалями Дэниела Гуггенхайма“ в знак признания значительных достижений в области развития воздухоплавания в соответствии с положениями устава этого общества».
Спонсорами новой награды стали Американское общество инженеров-механиков (ASME) и Общество инженеров-автомобилестроителей (SAE). Они выдвинули своих представителей в члены Совета по медалям, в который впоследствии вошли также все лауреаты в США в качестве пожизненных членов. На раннем этапе были предусмотрены условия для включения членов из зарубежных стран.
Первым человеком, награждённым медалью Гуггенхайма, был Орвил Райт. Медаль ему вручили 8 апреля 1929 года в Вашингтоне, в связи с празднованием пятидесятилетия Американского общества инженеров-механиков.
К 1935 году началась процедура расширения состава Совета по медалям. В 1936 году свидетельство о регистрации было изменено, чтобы увеличить число членов. Был приглашён Американский институт аэронавтики и космонавтики (AIAA) в качестве общества-спонсора.
В 1938 году президент фонда Теодор Райт официально предложил распустить Фонд медали и передать управление наградой United Engineering Trustees, Inc., которая изначально хранила все бухгалтерские книги Фонда медалей. Этот роспуск юридически завершился в октябре 1938 года. Тогда же было принято нынешнее название — Совет по награждению медалью Дэниела Гуггенхайма. Единственной функцией Совета был отбор медалистов каждый год. Деятельность Совета регулировалась правилами присуждения, которые пересматривались по мере необходимости.
В 1942 году, во время Второй мировой войны, некоторые члены Совета находились во вражеских странах. Было решено не привлекать международных членов в течение войны.
В 1951 году Совет возобновил выборы международных членов, выбрав представителя из Англии. В следующем году была включена Канада. В 1954 году были созданы условия для включения представителей из других стран.
В 1999 году в связи с роспуском United Engineering Trustees, Inc. администрирование награды было передано Американскому институту аэронавтики и астронавтики (AIAA).
В 2003 году Американское вертолётное общество (AHS) было приглашено стать обществом-спонсором.

## Описание медали
Изготавливалась из бронзы, в различные годы — с позолотой и без неё, а также с лаковым покрытием.
Аверс: в рельефе — самолёт Spirit of St. Louis (англ. Дух Сент-Луиса), летящий слева направо; воздушный шар в нижней части по центру, правее — солнечные лучи и облака, нос дирижабля в правой части. Рельеф окружён полосой по краю медали, с названием медали: вверху — «The Daniel», внизу — «Guggenheim Medal».
Реверс: три стилизованных птичьих крыла, окружающие выпуклую надпись по кругу «За значительные достижения в воздухоплавании». Надпись окружает вписанное имя лауреата и год вручения медали. У нижнего края медали по центру указан год учреждения награды — 1928.
Размеры менялись в разные годы:
- 1933 г. Диаметр × толщина: 6,3 × 0,5 см (2,5 × 3/16 дюйма)[9];
- 1940 г. Диаметр × толщина: 6,3 × 0,3 см (2,5 × 1/8 дюйма)[8];
- 1950 г. Диаметр × толщина: 6,4 × 0,3 см (2,5 × 1/8 дюйма)[12].

## Список лауреатов
| Год  | Имя                                              | За что награждён |
| ---- | ------------------------------------------------ | --- |
| 1929 | Орвил Райт                                       | За проектирование и строительство первого самолёта с двигателем |
| 1930 | Людвиг Прандтль                                  | За новаторскую и творческую работу по теории аэродинамики |
| 1931 | Фредерик Уильям Ланчестер                        | За вклад в фундаментальную теорию аэродинамики |
| 1932 | Хуа́н де ла Сье́рва                                | За развитие теории и практики полётов на автожире |
| 1933 | Джером Кларк Хансакер                            | За вклад в аэродинамику, в науку и искусство проектирования самолётов, а также в практическое конструирование и использование жёстких дирижаблей |
| 1934 | Уильям Эдвард Боинг                              | За успешное новаторство и достижения в авиастроении и авиатранспорте |
| 1935 | Уильям Фредерик Дюранд                           | За заметное достижение в качестве новатора в области лабораторных исследований и теории аэронавтики; выдающийся вклад в теорию и разработку воздушных винтов |
| 1936 | Джордж Уильям Льюис                              | За новаторскую и творческую работу по теории динамики |
| 1937 | Ху́го Э́ккенер                                     | За выдающийся вклад в трансокеанский воздушный транспорт и международное сотрудничество в области аэронавтики |
| 1938 | Альфред Хуберт Федден                            | За вклад в разработку конструкции авиационного двигателя и за особую конструкцию авиационного поршневого двигателя |
| 1939 | До́нальд Уи́ллс Ду́глас                             | За выдающийся вклад в проектирование и конструирование транспортных самолётов |
| 1940 | Глен Лютер Мартин                                | За вклад в развитие авиации и производство многих типов высокопроизводительных самолётов |
| 1941 | Хуан Трипп                                       | За развитие и успешную эксплуатацию океанического воздушного транспорта |
| 1942 | Гарольд Джеймс Дулиттл                           | За заметные достижения в развитии как искусства, так и науки аэронавтики |
| 1943 | Эдмунд Т. Аллен                                  | За значительный вклад в аэронавтику, ведущий к важным достижениям в области проектирования самолётов, лётных исследований и эксплуатации воздушных линий; в частности, для презентации новых методов оперативного контроля и разработки научных и систематических методов лётных испытаний летательных аппаратов для получения базовых данных о конструкции и характеристиках. (Присуждена посмертно)                                                                                 |
| 1944 | Лоуренс Дейл Белл                                | За достижения в разработке и конструировании военных самолётов, а также за выдающийся вклад в методы производства |
| 1945 | Теодор Райт                                      | За выдающийся вклад в развитие гражданской и военной авиации, а также за выдающиеся достижения в обеспечении успеха нашей программы производства самолётов в военное время |
| 1946 | Фрэнк Уиттл                                      | За разработку турбореактивного двигателя самолёта |
| 1947 | Лестер Д. Гарднер (англ. Lester Durand Gardner)  | За выдающиеся достижения в развитии аэронавтики, особенно за её концепцию, и организацию Института авиационных наук |
| 1948 | Лерой Грумман                                    | За выдающиеся достижения в успешном совершенствовании конструкции самолётов, как для использования военно-морскими силами, так и в мирных целях |
| 1949 | Эдвард Пирсон Уорнер                             | За новаторство в исследованиях и постоянный вклад в искусство и науку аэронавтики |
| 1950 | Хью Латимер Драйден                              | За выдающееся лидерство в авиационных исследованиях и фундаментальный вклад в авиационную науку |
| 1951 | Игорь Сикорский                                  | За выдающийся вклад в аэронавтику, включая разработку многодвигательных самолётов, летающих лодок, амфибий и вертолётов |
| 1952 | Джеффри де Хэвилленд                             | За 40 лет новаторства в военной и коммерческой авиации, а также развитие реактивного транспорта большой дальности |
| 1953 | Чарльз Ли́ндберг                                  | За новаторские достижения в полёте и аэронавигации |
| 1954 | Кла́ренс Деке́йтер Ха́у                             | За создание и организацию коммерческих воздушных маршрутов и услуг, содействие авиационным исследованиям, разработке и производству самолётов и двигателей, а также развитие искусства аэронавтики |
| 1955 | Теодор фон Ка́рман                                | За продолжительное лидерство в развитии теории аэродинамики и её применении в практических задачах полёта, в образовании в области авиационных наук и в стимулировании международного сотрудничества в области авиационных исследований |
| 1956 | Фредерик Рентшлер                                | За широкий круг главных достижений в течение всей жизни, посвящённых авиации, с особым акцентом на его значительный вклад в жизненно важную область авиационных двигателей. (Присуждена посмертно) |
| 1957 | Артур Реймонд                                    | За разработку длинной линии успешных гражданских и военных самолётов, а также за заметный вклад в аэронавтику на государственной службе |
| 1958 | Уильям Литлвуд                                   | За лидерство и постоянное личное участие более четверти века в разработке оборудования и методов работы воздушного транспорта |
| 1959 | Джордж Роберт Фриман Эдвардс                     | За жизнь, посвящённую проектированию военных и коммерческих самолётов, кульминацией которых стало успешное внедрение в мировое коммерческое обслуживание первого турбовинтового самолёта с воздушным винтом |
| 1960 | Гровер Лёнинг                                    | За жизнь, посвящённую развитию аэронавтики в Америке |
| 1961 | Джером Ф. Ледерер                                | За пожизненную преданность делу безопасности полётов и постоянные и неустанные усилия по уменьшению опасности авиации |
| 1962 | Джеймс Киндельбергер                             | За техническое и промышленное лидерство в производстве превосходной авиационной и космической техники, от первых истребителей до космического самолёта X-15. (Присуждена посмертно) |
| 1963 | Джеймс Смит Макдоннелл                           | За пожизненный вклад выдающегося характера в проектирование и разработку военных самолётов, а также за новаторские работы в области космических технологий |
| 1964 | Ро́берт Ха́тчингс Го́ддард                          | За новаторство в ракетостроении и космонавтике, в том числе первый жидкостный полёт ракеты, и вклад в аэродинамически применимые реактивные двигатели |
| 1965 | Сидней Кэмм                                      | За более, чем 50-летнюю непрерывную преданность разработке военных самолётов, а также новаторству во многих новых концепциях и создании многих успешных самолётов, представляющих лучшие традиции британских дизайнерских навыков |
| 1966 | Чарльз Старк Дрейпер                             | За вклад в аэронавигационное образование и значительные разработки в новых областях авиационного приборостроения, в частности, за новаторские методы инерциального наведения, обеспечивающие возможность навигации по маршруту независимо от наземных ориентиров; за более чем 25-летнее лидерство в области технологий управления и наведения летательных аппаратов, а также благодаря подготовке большого числа инженеров в этой жизненно важной области аэронавтики и космонавтики |
| 1967 | Джордж С. Шайрер                                 | За большой вклад в достижение выдающегося прогресса в дозвуковых / лёгких полётов, а также в обещании сверхзвукового полёта, а также в оборудовании и методах для исследования космоса |
| 1968 | Х. М. Хорнер (англ. H. M. Horner)                | За пожизненную преданность делу и значительный вклад в развитие современной авиации за счёт разработки и производства выдающейся серии силовых установок для самолётов и космических силовых установок |
| 1969 | Гарри Джулиан Аллен                              | За выдающуюся смелость, лидерство и новаторское предвидение, которые сделали выдающийся вклад в гражданскую и военную авиацию, включая развитие реактивного транспорта; и за его широкую поддержку правительству и промышленности в течение выдающейся карьеры |
| 1970 | Якоб Аккерет                                     | За оригинальный и выдающийся вклад в аэродинамику, авиационное и инженерное образование |
| 1971 | Арчибальд Рассел                                 | За личную преданность и большой вклад в авиастроение и проектирование, и особенно за его выдающееся руководство командой Бристоля в разработке англо-французского сверхзвукового транспортного самолёта Concorde |
| 1972 | Уильям Ментцер                                   | За разнообразные достижения в области авиационной техники, технического обслуживания и экономических дисциплин, которые стали значительным вкладом в достижение современных гражданских систем воздушного транспорта |
| 1973 | Уильям Макферсон Аллен                           | За выдающуюся смелость, лидерство и новаторское предвидение, которые сделали выдающийся вклад в гражданскую и военную авиацию, включая развитие реактивного транспорта; и за его широкий совет и поддержку правительству и промышленности в течение выдающейся карьеры |
| 1974 | Флойд Л. Томпсон                                 | За дальновидное развитие людей и средств, и за решительное руководство исследованиями, которые обеспечили технологические основы для пилотируемого полёта сверх скорости звука, безопасного возвращения космического корабля и успешного исследования космоса |
| 1975 | Дуэйн Леон Уоллес                                | За многочисленные инженерные, управленческие и лидерские вклады в развитие авиации общего назначения от новшества сорок лет назад до ключевой части мировой транспортной системы сегодня |
| 1976 | Марсель Дассо                                    | За заметные достижения в разработке, производстве и маркетинге многих типов высокопроизводительных самолётов и выдающегося лидерства в мировой авиации |
| 1977 | Сайрус Роулетт Смит                              | За пожизненный вклад выдающегося характера в проектирование и разработку военных самолётов, а также за новаторскую работу в области космических технологий |
| 1978 | Эдвард Генри Хайнеманн                           | За выдающиеся достижения в инновационной разработке военных самолётов, которые отличаются долговечностью в обслуживании, универсальностью задач, простотой конструкции, высокой производительностью и элегантностью линейки |
| 1979 | Герхард Нойманн                                  | За разработку высокоэффективных авиационных двигателей для коммерческих и военных целей, включая создание одного из первых успешных турбовентиляторных двигателей, который стал существенным вкладом в эффективность и успех авиационной отрасли |
| 1980 | Эдвард Кертис Уэллс                              | За выдающийся вклад в концепции управления разработкой сложных аэрокосмических систем, а также за его значительные личные достижения в разработке и производстве длинной линейки самых известных в мире коммерческих и военных самолётов |
| 1981 | Кла́ренс Джо́нсон                                  | За блестящую разработку широкого спектра ведущих коммерческих, боевых и разведывательных самолётов, а также за инновационные методы управления, благодаря которым эти самолёты разработали в рекордно короткие сроки при минимальных затратах |
| 1982 | Дэвид Слоан Льюис (мл.)                          | За многолетний вклад в авиацию и национальную оборону, а также за неустанные усилия по созданию превосходной авиации |
| 1983 | Ни́колас Дж. Хофф                                 | За пожизненный значительный вклад, как выдающегося инженера и педагога, в теорию и практику проектирования авиационных конструкций |
| 1984 | Томас Девис (англ. Thomas H. Davis)              | За выдающиеся достижения в развитии авиакомпании, уникальных услуг общего авиации; и методик обучения персонала, проводимых непрерывно в течение более 40 лет |
| 1985 | Торнтон Уилсон                                   | За пожизненный вклад в успешное развитие коммерческих и военных самолётов и за выдающиеся лидерские и управленческие навыки |
| 1986 | Ханс Вольфганг Липман                            | За выдающееся лидерство в исследованиях и изучении механики жидкости. Его влияние внесло значительный вклад в развитие поколения выдающихся лидеров в этой области |
| 1987 | Пол Макриди                                      | За то, что он сочетал в себе проницательное видение и практическое инженерное мастерство, благодаря которому осуществилась древняя мечта о полёте на мускулолётах, и за его современное воображение в воссоздании древнего птеродактиля Кецалькоатля |
| 1988 | Джехангир Тата                                   | За пожизненный значительный вклад в авиацию, за его новаторскую работу по развитию коммерческих авиаперевозок в Индии и Азии, и за его лидерство в установлении Air India в качестве основного международного связующего звена между Азией и остальным миром |
| 1989 | Фред Вейк                                        | За разработки обтекателя NACA и управляемого трёхколёсного шасси, что привело к значительному улучшению практической конструкции и характеристик самолётов |
| 1990 | Джозеф Ф. Саттер                                 | За выдающиеся инженерные достижения, управление и лидерство в инновационном развитии трёх поколений коммерческих реактивных самолётов, в частности, 747, и его вклад в повышение безопасности в воздухе и космосе |
| 1991 | Ханс П. фон Охайн                                | За новаторскую разработку турбореактивного двигателя, которая привела к первому полёту реактивного самолёта в 1939 году, и за достижения в области динамики авиационных двигателей |
| 1992 | Бернард Л. Кофф (англ. Bernard L. Koff)          | За постоянное лидерство в газотурбинной промышленности, совершение многих инновационных и технологических прорывов в области материалов и конструирования |
| 1993 | Людвиг Бёльков                                   | За дальновидное лидерство и инновации в проектировании вертолётов, лёгких самолётов, ракет и космических систем |
| 1994 | Хельмут Корст (англ. Helmut H. Korst)            | За наследие в виде ранее не существовавших разработок в аэронавтике; за наставничество студентов и коллег, приверженных искусству и науке гидродинамики, и за вдохновение и лидерство в международном инженерном сообществе |
| 1995 | Роберт Симанс                                    | За пожизненный технический вклад и техническое лидерство в научных кругах, промышленности и правительстве в качестве заместителя администратора НАСА во время программы «Аполлон» и на нескольких других государственных должностях |
| 1996 | Уильям Рис Сирс                                  | За пожизненный вклад в аэронавтику в производстве и науке: от аэродинамики летающего крыла до изобретения адаптивной аэродинамической трубы |
| 1997 | Эйб Сильверштейн                                 | За технический вклад и дальновидное лидерство в совершенствовании технологий летательных аппаратов и силовых установок, а также за дальновидность в организации программ пилотируемых космических полётов Меркурий и Джемини |
| 1998 | Ричард Коар                                      | За выдающееся лидерство и инновационный вклад в обеспечение передовых авиационных и космических силовых установок |
| 1999 | Фрэнк Марбл                                      | За основной фундаментальный теоретический и экспериментальный вклад в области внутренней аэродинамики, сгорания и тяги, особенно в отношении газовых турбин и ракет, а также за обучение поколений лидеров в промышленности и научных кругах |
| 2000 | Уильям Хэйуард Пикеринг                          | За выдающуюся карьеру, которая стала новаторской и сформировала исследование нашей солнечной системы, и за выдающийся вклад в инженерное дело и науку |
| 2001 | Ричард Т. Уиткомб                                | За оригинальный вклад в аэронавтику, в том числе разработку правила площадей, сверхкритического профиля Supercritical airfoil и законцовки крыла, которые являются основой современного аэродинамического дизайна |
| 2002 | Джон Боргер (англ. John G. Borger)               | За значительный новаторский вклад в авиастроение и авиационную отрасль от летающих лодок до реактивных самолётов |
| 2003 | Холт Эшли                                        | За новаторский вклад в исследования, образование и инженерию в области аэроупругости, нестабильной аэродинамики и проектирования самолётов |
| 2004 | Кортланд Перкинз (англ. Courtland Perkins)       | За выдающийся вклад в аэронавтику в исследованиях и преподавании в области стабильности и контроля, а также превосходное лидерство на национальном и международном уровнях |
| 2005 | Юджин Э. Коверт                                  | За образцовое лидерство в преподавании и исследованиях в области воздухоплавания, разработку современных методов аэродинамического тестирования и выдающийся вклад в общественную службу |
| 2006 | Роберт Леви                                      | За новаторский вклад в аэроупругость вращающегося крыла и неустойчивую аэродинамику, который оказала огромное влияние на технологию вращающегося крыла, и за вклад в образование и общественную службу в воздухоплавании |
| 2007 | Александер Флакс                                 | За выдающийся вклад в аэрокосмическое машиностроение в области аэроупругости, неустойчивой аэродинамики и механики полёта, а также за исключительное руководство инженерными организациями, включая службу в Министерстве обороны США |
| 2008 | Эрл Доуэлл (англ. Earl Dowell)                   | За новаторский вклад в нелинейную аэроупругость, структурную динамику и нестабильную аэродинамику, который оказал значительное влияние на аэронавтику, а также за вклад в образование и общественную службу в аэрокосмической технике |
| 2009 | Артур Брайсон                                    | За пожизненный оригинальный вклад в реальные системы, создание и применение практических оптимальных методов управления и оценки для самолётов, вертолётов и ракет |
| 2010 | Роберт Либек                                     | За выдающиеся инженерные решения, о чём свидетельствуют концепция и разработка аэродинамических профилей Liebeck и самолётов Blended Wing Body |
| 2011 | Берт Рутан                                       | За выдающуюся карьеру высоко инновационных и успешных летательных аппаратов, начиная от отечественных разработок до Voyager и SpaceShipOne |
| 2012 | Фрэнк Дэвис Робинсон                             | За разработку, проектирование и производство семейства тихих, доступных, надёжных и универсальных вертолётов |
| 2013 | Абрахам Карэм                                    | За инновационные конструкции беспилотных летательных аппаратов с неподвижным и поворотным крылом |
| 2014 | Алан Роджер Малалли                              | За лидерство в создании, дизайне, разработке и производстве коммерческих самолётов, примером которого является Boeing 777 |
| 2015 | Энтони Джеймсон                                  | За исключительный вклад в алгоритмические инновации и разработку вычислительных гидродинамических кодов, которые стали важным вкладом в конструирование самолётов |
| 2016 | Уолтер Винценти (англ. Walter Vincenti)          | За новаторские исследования в области сверхзвуковых аэродинамических труб, изучение газодинамики при высоких температурах, и за исключительный вклад в историю инженерных технологий |
| 2017 | Пол Бевилаква                                    | За разработку и демонстрацию многоцикловой двигательной установки и других технологий, позволяющих выпускать сверхзвуковые ударные истребители F-35 V / STOL |
| 2018 | Ирвин Глассман (англ. Irvin Glassman)            | В знак признания его глубокого влияния на применение науки о горении и инженерных разработок для исследования движителей и успешного развития двигательных установок |
| 2019 | Шейла Эванс Уидналл (англ. Sheila Evans Widnall) | В знак признания её выдающегося вклада в аэродинамику посредством исследований, таких как выявление нестабильности Уидналл, а также посредством образования и государственной службы, в том числе в качестве секретаря военно-воздушных сил США. |